# IR3 JAPAN
IR3 JAPAN（アイ・アール・スリー・ジャパン）は、JFN系列で放送された「メール機能」を主に使用して放送するラジオ番組で、1999年10月1日から2005年3月25日まで放送されていた。前番組は「カウントダウンパラダイス」（カンパラ）。

## 概要
「IR3」とは、
I・・・Internet,Interactive

R・・・Radio

3・・・3o'clock

の略とされている。

放送開始当初のタイトルは「IR3」。その後「IR3se（-エス・イー。"second edition"の略）」となっていた。

後述されるように、直後の「MEGA HITS RADIO」と放送枠を入れ替えて1時や2時スタートとなることもあった。このころから『IR3 JAPAN』へと名前を変えていたが、番組ジングルの類では一貫して「IR3」を使用。
わたなべ曰くこの番組は「インターネットパリパリ活用番組」。番組ホームページ（現在閉鎖中）では、ネットラジオとネットビデオを公開、放送中では読めなかったメールを紹介したり、ネット上でしか話せないトークや、映像だからこそ行えた企画を行うなど、JFNCにおけるインターネットフル活用番組の元祖であった。なお、
番組開始当初は日本における一般向けのインターネット黎明期であった。当時は当番組とニッポン放送の『LF+R』が主にインターネットのみでの募集を行っていた。当時同じ時間に放送された『ラジオ黄金時代』や『BPR5000』『しんドルシリーズ』でも掲示板（BBS）やメールは大いに活用されたが、ファックスも設けられていた。『LF+R』や『ラジオ黄金時代』シリーズでは携帯電話からのメール送受信サービスも普及しておらず、ファクシミリもしくはパソコンからのメール利用に頼るしかなかったことを鑑みてファクシミリは参加方法として残したものの、こちらでは後述する最終回前の数回を除いてファクシミリは使用せず、原則メール・BBS・チャットのみでの参加に限っていた。ニッポン放送では『allnightnippon SUPER!』のネット配信もいち早く行っていた。なお、この「インターネットフル活用番組」は2003年10月スタートの『L.A.V.』でも活かされ、当番組終了後には実質『L.A.V.』に集約することとなった。
パーソナリティのわたなべヨシコ（わたなべあんず）は放送で“愛媛県出身、地図でいうとこの四国の左上”と言っているが、25:00-27:00の時代にネットしていたJOEU-FM（エフエム愛媛）は2002年3月以降放送せず（メンテナンスタイムのため）、愛媛県では地元出身DJの声が聞けなかった。
また、JFNスタジオからの生放送であったが、わたなべは「東京半蔵門のボコスタから愛をこめて・・・」と表現していた。
これは初代の番組スタッフである"ウスイ嬢"が事ある毎に殴っていた（ボコっていた）ことに由来する。

## パーソナリティとスタッフ

### パーソナリティ
わたなべヨシコ
- 以前から嘉門タツオメインの『爆裂スーパーファンタジー』の手伝いや『ヒルサイド・アヴェニュー』『夕方音楽』の代行を務めてきたが本格的にこの番組からラジオDJとして動きだした。
- 放送当初の愛称は「ネット番長」だったが、その後愛称を「バンチョフ」（「ヴァンチョフ」とも）へ変更。理由は、あるスタッフが「それじゃ、ありきたりじゃない？」と言ったためと言われている。「ネット忍者」だったこともあり、くノ一（女忍者）コスプレをサイト上で披露していたこともある。
- 自分のことを「わたなべ」や「なべヨシ」とも呼ぶ。
- 沖縄県の新聞で、「わたばべヨシコ」と誤植されたこともあった。
- 自分の名前を強調する為か、ひらがな「わたなべ」カタカナ「ヨシコ」とアナウンスをしていた。

### スタッフ
他の番組以上にスタッフが露出することが多く、ディレクターの効果音、擦過の笑い声だけでなく、肉声SEが登場したり、スタッフのミスを責めたてる傾向があるなど、パーソナリティ以上に出ていたともいえる。
※番組ホームページ上ではカタカナ表記となるスタッフが多かった。
- ババ　リョウジ（通称「馬場っち」）

わたなべをパーソナリティとしてJFNに招聘したほか『IR3』を立ち上げた。途中で蔵持にディレクターが変わるが、番組最終回において、交代直前に急逝していたことが明かされた。
- 木多P（プロデューサー）
- DJ蔵持（クラモチ）→筒井（ツツイ）（ディレクター）

クラモチ（→ツツイ）の初ディレクション番組がこのIR3である。JFNでは他にも「BPR5000」なども担当していたが、当番組では事ある毎に効果音を乱発していた。「2005年の新春特番」でのつるの剛士曰く「他のどの番組よりも生き生きしている」。
- ヤナギサワ（ミキサー。単に「ヤナギー」と略されることもあった。）
- 擦過（構成作家；わたなべには「擦過ちゃん」と呼ばれていた） - のちにニッポン放送「久保ミツロウ・能町みね子のオールナイトニッポン0 (ZERO)」の構成作家に。
- 高野（タカノ）（AD）
- テシマ（本名：斉藤）（AD。しばしば「テシマです」の肉声SEを入れていた）
- ホンマトシヒッキー（AD。本名も「本間」だが「本田」と間違えられ、足されてやがて「ホンマダ」と呼ばれる。通称「ネット坊ちゃま」）
- ぶーちゃん（見えるラジオデータ送出スタッフ）
- タップ（アルバイト）
- バイトのパパ（アルバイト）
- ノグチ（元AD。AD卒業後も番組に登場することがあった。）
- かっちゃん（正式なスタッフではない。IR3 JAPAN終了後RADIO JAPANのスタッフへ）
- オーケーエムアール（元見えるラジオ担当のスタッフ。この人のサンダルでわたなべヨシコが悶絶したのは有名な話）
- チャットマン（後に「チャットマソ」。「青チャット」の内容報告など）

...etc

## チャット
この番組の核（＝中心）となったのが、“チャット”のページである。一時期、チャット参加者の名前を読み上げていた時期もあった。

これらは放送中にチャットページが開かれ、パーソナリティと一緒にチャットが出来た。わたなべの退出時の台詞は、くノ一よろしく「どろんぬぅ」だった。
- パソコン用チャット4つ
  - 赤チャット
    - わたなべ達とのフリートークを楽しむチャット。担当はわたなべヨシコ。

  - 青チャット
    - その日のテーマについて語るチャット。担当はチャットマソ→擦過。

  - 黄色チャット
    - のんびり、ダラダラ語るチャット。担当はホンマダ。

  - ビギナーズチャット
    - IR3チャット初心者の為のチャット。
- 携帯電話用チャット2つ
  - 橙（だいだい）チャット
    - わたなべ達とのフリートークを楽しむチャット。

  - 虹色チャット
    - その日のテーマについて語るチャット。

## ネットの枠移動とネット局の変遷、数字に関するデータ
この番組は番組改編のたびにネットの枠移動や飛び乗り・飛び降りネット局、ネット局数の増減が相次いだ番組だった。他のJFNCが制作する生放送の番組にも見られることだが、この番組は特に激しかった。そのためわたなべヨシコも「番組改編期を乗り越え…」だとか、改編期には放送局名をよく読みあげていた。これは当時金曜の深夜帯は別の番組や録音番組を入れることが多かったことが理由である。2010年4月に『やまだひさしのラジアンリミテッドF』が始まった段階で基本的に飛び降り・飛び乗りが一度廃止されていた。
なお、AIR-G'、TOKYO FM、FM AICHI、fm osaka、fm fukuokaの5局はネットしていなかった。

### 1998年10月〜1999年9月
27:00〜29:00で放送

### 1999年10月
MEGA HITS RADIOとの枠入れ替えで25:00〜27:00での放送

### 2000年10月?
MUSIC QUEST (TOKYO FM) が入るため25:30から90分の放送に

### 2001年4月〜9月
4月ネット開始 Radio80

　ネット飛び降り（〜26:00） エフエム青森

　ネット飛び乗り（26:00〜） SMILE-FM、FM福井、FM-NIIGATA

9月ネット終了 エフエム青森（一時ネットから外れる）

### 2001年10月〜2002年3月
「Weiβ kreiz FM（ヴァイスクロイツエフエム）」（子安武人らが出演したJFN全国ネットで数少ないアニラジ）放送開始のため26:00スタート。

10月ネット開始 FMとやま

2002.3ネット終了 JOEU-FM

### 2002年4月〜9月
「IR3se」→「IR3 JAPAN」にリニューアル。「Weiβ kreiz FM」終了。25:30開始に戻る。

4月ネット開始 μFM、エフエム青森（ネット再開）

　ネット飛び降り（〜26:00） μFM、エフエム青森

　ネット飛び乗り（26:00〜） SMILE-FM、FM福井、FMとやま、FM-NIIGATA

9月ネット終了　　なし

### 2002年10月〜2003年3月
10月ネット開始　 なし

　ネット飛び降り（〜26:00） μFM、エフエム青森

　ネット飛び乗り（26:00〜） SMILE-FM、FM福井、FMとやま

2003年3月ネット終了 FM岡山

### 2003年4月〜2003年9月
MUSIC QUEST (TOKYO FM) が終了。25:00から120分の放送に戻る。

4月ネット開始 FM中九州（現・エフエム熊本）、Kiss-FM KOBE、K-MIX、ふくしまFM、エフエム岩手

　ネット飛び降り（〜26:00） ふくしまFM、エフエム青森

　ネット飛び乗り（26:00〜） SMILE-FM、FM福井、FMとやま、FM-NIIGATA

9月ネット終了 SMILE-FM、K-MIX、エフエム秋田

### 2003年10月〜2005年3月
「MEGA HITS RADIO」との枠入れ替えで当初の27:00から120分に戻る。

10月ネット開始 HFM、Date fm（28:00から飛び乗り）、FM岡山（ネット再開）、Boy-FM（ネット再開）

### 数字データ
IR3「Voices Of IR3 JAPAN」着声総数　148

IR3→IR3se→IR3 JAPANオンエア通算　 284

　　　　　　　IR3 JAPANオンエア通算　 191

## コーナー
【3時台】
- Voices Of IR3 JAPAN

わたなべの着声（いわゆる着ボイス）をつくるもの。ネタはリスナーから募り、それを着色してオンエアで発表、後日公式モバイルサイトからダウンロード出来た。深夜放送というのもありかなりきわどいものもあった。
- 電書鳩ポポー

要するに番組のメールマガジンである。大体当日のテーマを書いたものが番組中に発信され（ノーマルポポー）、別の日には別内容のメールを配信（ランダムポポー）。わたなべ曰く「不条理なデジタル伝書鳩」。
- メール紹介　...etc

【4時台】
- 画像ください
- 週刊IR3 JAPAN
- 電書鳩ポポー

【特別コーナー】
- 駅弁情熱ランキング（年1回のみの放送だった。）
- 一組のアーティスト（GLAYなど）を特集する企画も放送
- ディスコナイト

【過去に放送されたコーナー】
- 深夜のメールサロン

3時台（1時スタート時は1時台）にリスナーの悩みや相談メールを紹介、解決策やアドバイスをリスナーから募り、4時台（2時台）に紹介
- オープニングクイズ

番組オープニングで出題。正解者には、番組オリジナルの缶バッジがプレゼントされていたが、放送内で正解発表は行われなかった

## タイムテーブル
3:00　オープニング「起きろ〜！！！」の雄たけびから番組がスタート。オープニングテーマが流れたところで、1曲目
　メール紹介
　サークルプレイヤーについての紹介
　曲
　Voices Of IR3 JAPAN
　メール紹介
3:26　曲
3:30　電書鳩ポポー（ランダムポポーに返信されたメールを紹介）
　曲
　メール紹介（まれにゲストコーナーの場合あり）
3:52　曲
3:56　3時台エンディング
4:00　4時台オープニング（DATE FMはここから飛び乗り）　
　メール紹介
　サークルプレイヤーについての紹介
　曲
　画像ください
　メール紹介
4:26　曲
4:30　週刊IR3 JAPAN
　曲（週刊IR3 JAPANの企画内容によってはカットされる場合あり）
　メール紹介
　電書鳩ポポー（放送中に飛んだポポーへの返信メールを紹介）
4:52　曲
4:56　エンディング（誕生日の方の紹介　→　メール紹介）
一部のコーナーを除き、1:00 - 3:00時代とおおむねの編成は同じである。
なお、1:00スタートの時代は飛び乗りの曲もあったので、1:30にも改めてオープニングを入れていた。
なお、全時代を通じて、「MEGA HITS RADIO」とは違って、CMブレイクの枠は入っていなかった。

## サークルプレイヤー
これは、JFNが行っているインターネットでのコミュニティーサイト。しんドルもサークルプレイヤーを運営していたが、この番組では35ものサークルを持ち、各地域別サークル（この番組の放送ネットから離脱した放送局のある地域にもあった）、「IR3交換日記」というスタッフの交換日記など多種多彩なサークルが存在していた。
なお、現在もサークルプレイヤー自体の運営は続いている。（詳細はJFN Circle Playerまで）

## 放送終了決定後からの流れ
2005年3月4日、4時台の「電書鳩ポポー」終了後突然放送終了が決まったことが告知される。翌週（2005年3月11日）、わたなべヨシコは同じく2005年3月で放送終了となる「MEGA HITS RADIO」のエンディングに出演。さらにその日、当番組の3時台オープニングに「MEGA HITS RADIO」のパーソナリティ・岩本三千代が当番組宛にメッセージを贈った。また、以前はメールでのみの受付だったリスナーからのメッセージを、2005年3月に限りFAXでも受け付けた。
2005年3月19日での放送では、わたなべヨシコへのドッキリとして、わたなべが尊敬するミュージシャンの山下達郎からのメッセージを放送。
そして2005年3月25日、5年半の歴史に幕を閉じた（「MEGA HITS RADIO」も同日放送終了）。最終回は、BGMも曲も流さず（ただしこの番組にゆかりのある曲は流していた）、放送内容のほとんどをメッセージ紹介の時間にあてた。エンディングは、「パッヘルベルのカノン」をBGMにしながら、男性ナレーター（担当：ホズミックス）が過去在籍していたスタッフのあだ名や、この番組に関わった人たちの名前を読み上げ、そしてわたなべヨシコの涙まじりのコールが入り、最後はこの番組の挿入歌（詞はリスナーからアイデアを集めて作り、作曲はカンケという謎のミュージシャンが担当）だった「メイド・イン・キス」が流れるというものだった。
なお、当番組と「MEGA HITS RADIO」の後番組は、深夜1時からの「ミッドナイトランブラー」（パーソナリティ:鈴木ダイ、オアシズ）。この番組も飛び乗り・飛び降りネットをする局が多いが、理由の1つに、「MEGA HITS RADIO」とこの番組を飛び乗り・飛び降りネットもしくはネットしていなかった局がその放送枠に放送している番組や、「放送室」の放送枠を確保するためであることが多い。

## IR3に関連したサイト
- IR3擦過ののんべんだらーり
- ＩＲ３リスナーズクラブ - ウェイバックマシン（2004年1月7日アーカイブ分）

| JFN 金曜深夜枠                       | JFN 金曜深夜枠 | JFN 金曜深夜枠         |
| 前番組                               | 番組名         | 次番組                 |
| ------------------------------------ | -------------- | ---------------------- |
| カウントダウンパラダイス（カンパラ） | IR3 JAPAN      | ミッドナイトランブラー |